# Nelly Raymond
Nelly Raymond (Buenos Aires, 3 de abril de 1932-Ib., 19 de noviembre de 2020) fue una periodista, conductora, locutora, productora, directora de televisión, bailarina y actriz argentina de amplia trayectoria en los medios.

## Carrera
Nelly Raymond fue una eximia periodista, una de las pioneras en los medios radiofónicos argentinos. Era la tía del conductor de televisión y locutor Juan Alberto Badía.
Estudió y se capacitó desde muy pequeña, se recibió de profesora nacional de danzas clásicas, luego de profesora nacional de folclore, y después de profesora nacional de música.
Comenzó su carrera como actriz y bailarina solista del Teatro Colón. En ese entonces se salvó milagrosamente de no viajar en el avión en el que murieron trágicamente los bailarines Norma Fontenla (con quien había discutido momentos antes porque no podía ir a ese evento) y José Neglia y su ballet en 1971.
Pasó por otro tenso momento en su viaje a India cuando en 1984 asesinaron a su amiga Indira Gandhi en un atentado terrorista.
Fue una impulsora de importantes de artistas como Beatriz Salomón (al ser seleccionada Miss San Juan), Silvana Suárez (ex Miss Mundo), Nequi Galloti, Marcela Otaño, Fernando Bravo, Leonardo Simons, Juan Alberto Badía, Julio Lagos, entre muchos otros. Vivió un largo tiempo en China donde enseñó el arte de la televisión. Trabajó junto a grandes de la radio y la televisión argentina como Cacho Fontana y Antonio Carrizo. Fue amiga de la productora, periodista y animadora Blackie. 
En la década de 1970, por invitación de Silvio Santos, llegó a Brasil para lanzar la versión del programa argentino La campana de cristal que se transformó en Sinos de Belém y, a pedido de él, creó el programa semanal Viva a Noite que emite  SBT los sábados por la noche,presentado por Gugu Liberato. En 1997 lanza el programa dominical Tempo de Alegria,primeiro dominical de Celso Portiolli. Nelly se quedó hasta julio de 1998 cuando dejó la estación.
En 2011 el periodista internacional Leandro Gasco escribió junto a Nelly Raymond un libro que recorre toda su vida, destacando su trayectoria artística mundial. El libro publicado en papel por RG Ediciones se denominada Miss Nelly for ever Raymond: Una vida de película (ISBN 978-987-27411-0-5). Reproduce diálogos exclusivos con el prestigioso autor. Se incluyen anécdotas con mención de personalidades únicas.
Su único hijo Ramiro, es magíster en antropología y doctor en salud pública. Reside en Brasil.

## Filmografía
- 1951: La calle junto a la luna
- 1951: La última escuadrilla, con Tito Alonso, Juan Carlos Barbieri, Julia Sandoval, Juan Carlos Altavista y Norma Giménez.[4]
- 1953: El muerto es un vivo, con Harry Mimmo, Diana de Córdoba, Ramón Garay, María Esther Podestá y Carlos Lagrotta.

## Televisión[5]
- 1956: ¡Pasa cada cosa!, con Tincho Zabala, Roberto Sonntag y Pepe Soriano
- 1956: El tango, señor de la ciudad, con Astor Piazzolla, Alba Solís, el ballet de Ángel Eleta y Jorge Casal
- 1960: Un tío para dos, junto con Pedro Quartucci, Enrique Kossi y The Dixielanders
- 1962: Ciclo de Comedias.
- 1962: Coquita[6]
- 1963: Mujeres de hoy, un programa femenino sobre consejos y arte culinario. Emitido por Canal9.
- 1966-1969: Panorama Hogareño, junto con el doctor Mario Socolinsky.[7] Con este programa ganó el Martín Fierro
- 1967: Dígalo con mímica
- 1968: La mujer nueva, emitido por Canal 9, con Laura Escalada, Celia Zaragoza e Isidoro Reinaldo Steimberg
- 1969: La campana de cristal, con Jorge "Cacho" Fontana, Héctor Larrea, Antonio Carrizo, Julio Lagos, Leonardo Simons y Fernando Bravo.[8]
- 1969: El universo y usted[9]
- Mujeres de hoy
- Tu mano mi mano[10]
- 1970: La honorable cámara de las mujeres
- 1970: Ciudad vs Ciudad, con Hernán Rapela, Carlos Naón y Ricardo Bravante
- 1971: La gran aventura, por Canal 11, con Hernán Rapela
- 1972: Volver a vivir
- 1973: Teleshow
- 1975: Feliz luna de miel para mamá y papá, junto con Héctor Larrea
- 1970: "Sinos de Belem", como productora del magnate de la TV brasileña Silvio Santos.
- 1982/2003: Viva a Noite, con Gugu Liberato por SBT-Brasil.[2]
- 2004/2009: Productora en la c=versión en español de la CCTV China TV en Beijing.
- 1958/2010: Productora y conductora de Miss Argentina para Miss Universo y Miss Mundo en los canales 2, 7, 9, 11 y 13 de Argentina.
- Productora e iniciadora de concursos de belleza en diferentes países de América Latina y en diferentes períodos: Uruguay, Paraguay, Brasil, Bolivia, Chile, Perú, Ecuador, Panamá y Costa Rica.

También fue por un largo tiempo directora de Canal 13 y animadora/presentadora/traductora de la emisión de los Premios Óscar.
Organizó concursos de belleza en cientos de municipios de Argentina así como en todas las provincias del país.

## Radio
En radio se lució en decenas de programas tanto como actriz como conductora. En el 2001 actuó en el radioteatro Permiso para imaginar (Radio de la Ciudad, AM 1110), un ciclo de unitarios escritos y dirigidos por Alberto Migré.

## Teatro
- Las tentaciones del siglo (1953), con María Esther Gamas, Sofía Bozán, Tato Bores, Vicente Rubino y Alba Solís.
- Aquí llegan los fenómenos (1953).
- Mundo, demonios y mujeres (1953).
- Este gajo es de mi flor (1953).
- La pasarela está de gala (1954).
- Locuras de primavera (1954)
- Nerón Cumple' (1957), en el Teatro Nacional, con la "Gran Compañía Argentina de Revistas" integrada por Adolfo Stray, Nélida Roca, Egle Martin, May Avril, Rafael Carret, Thelma del Río, Pedro Quartucci, Marcos Caplán, Pepe Arias, Raimundo Pastore y Ángel Eleta.[12]
- Poetas jóvenes, con Rubén Benítez y la soprano Vera Lamacek.

## Galardones
Las damas patricias le entregaron el prestigioso "Sable Corvo", un premio especial a verdaderas personalidades. Varios premios Martín Fierro constan en su haber.

## Fallecimiento
Nelly Raymond falleció en 19 de noviembre de 2020, se encontraba internada en el Hospital Español de la Ciudad Autónonoma de Buenos Aires. Tenía 88 años.